# Dopiewo (gmina)

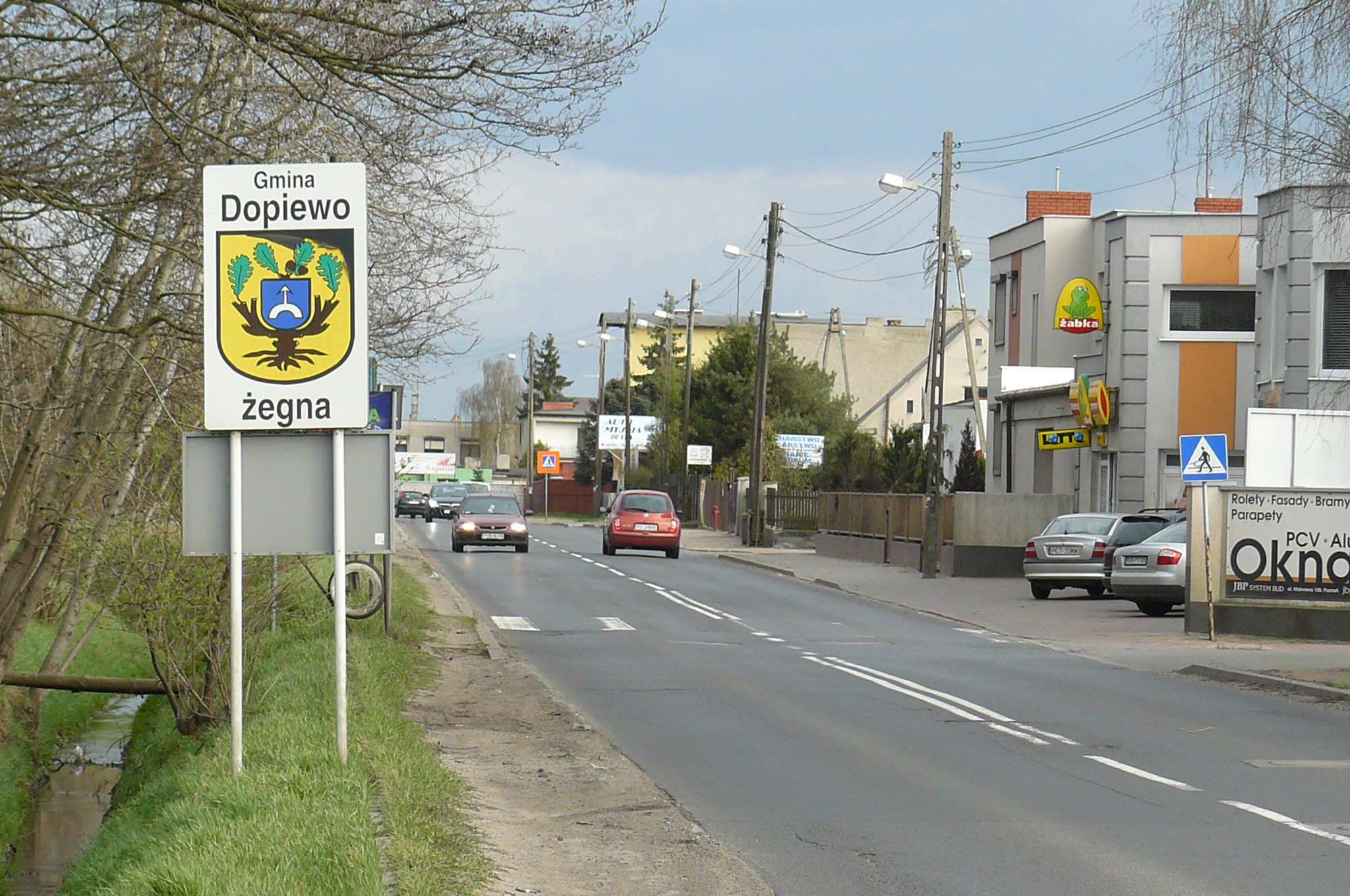
Granica gminy Dopiewo (Skórzewo) i Poznania. Po lewej ciek Skórzyna

Dopiewo – gmina wiejska w województwie wielkopolskim, w powiecie poznańskim. Jest położona przy zachodniej granicy Poznania.
Sąsiednie gminy: Buk, Stęszew, Komorniki, Poznań, Tarnowo Podgórne. Według danych GUS z 31 grudnia 2021 roku gminę zamieszkiwało 33 821 osób.

## Opis
W latach 1975–1998 gmina położona była w województwie poznańskim.
Na terenie gminy znajduje się obszar ochrony ścisłej Trzcielińskie Bagno, będący do roku 1996 rezerwatem.
Siedziba gminy to Dopiewo. Do niedawna gmina była ukierunkowana na rolnictwo jednak ulega to powolnej zmianie. Obszary położone bliżej Poznania to rejon coraz bardziej intensywnej ekspansji pozarolniczych działalności gospodarczych oraz budownictwa mieszkaniowego. Południowy skraj gminy położony jest w otulinie Wielkopolskiego Parku Narodowego.
Według danych z 30 listopada 2013 gminę zamieszkiwało 20 868 osób. Natomiast według danych z 31 grudnia 2019 roku gminę zamieszkiwało 28 138 osób.

## Struktura powierzchni
Według danych z roku 2002 gmina Dopiewo ma obszar 108,1 km², w tym:
- użytki rolne: 71%
- użytki leśne: 15,9%
- zbiorniki wodne: 1,8%
- nieużytki: 0,6%
- pozostałe: 10,7%

## Demografia

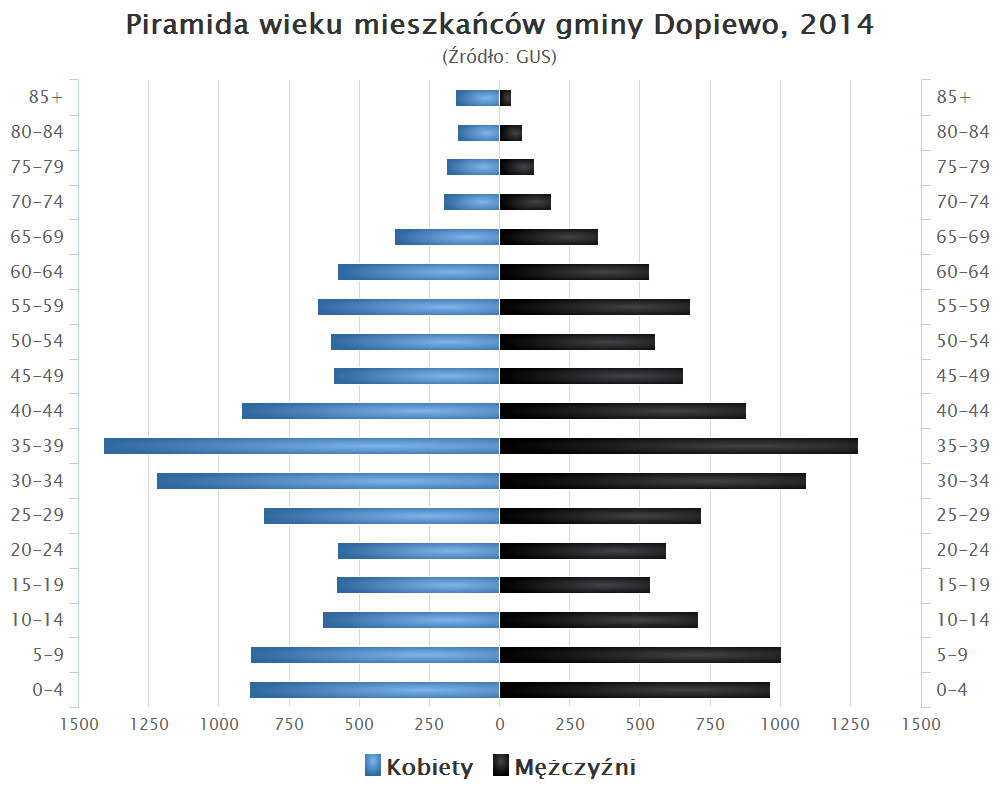
Piramida wieku mieszkańców gminy Dopiewo w 2014 roku

Dane z 30 czerwca 2013:
| Opis                              | Ogółem | Ogółem | Kobiety | Kobiety | Mężczyźni | Mężczyźni |
| --------------------------------- | ------ | ------ | ------- | ------- | --------- | --------- |
| jednostka                         | osób   | %      | osób    | %       | osób      | %         |
| populacja                         | 20 974 | 100    | 10 272  | 49      | 10 702    | 51        |
| gęstość zaludnienia (mieszk./km²) | 194    | 194    | 95      | 95      | 99        | 99        |